# Santuario del Nome di Maria
Il santuario del Nome di Maria, detto popolarmente della Madonna dell'Aiuto, è una chiesa cattolica situata a Lodrone, frazione del comune di Storo, in provincia di Trento; è sussidiario della parrocchiale dell'Annunciazione di Maria di Lodrone e fa parte dell'arcidiocesi di Trento.

## Storia

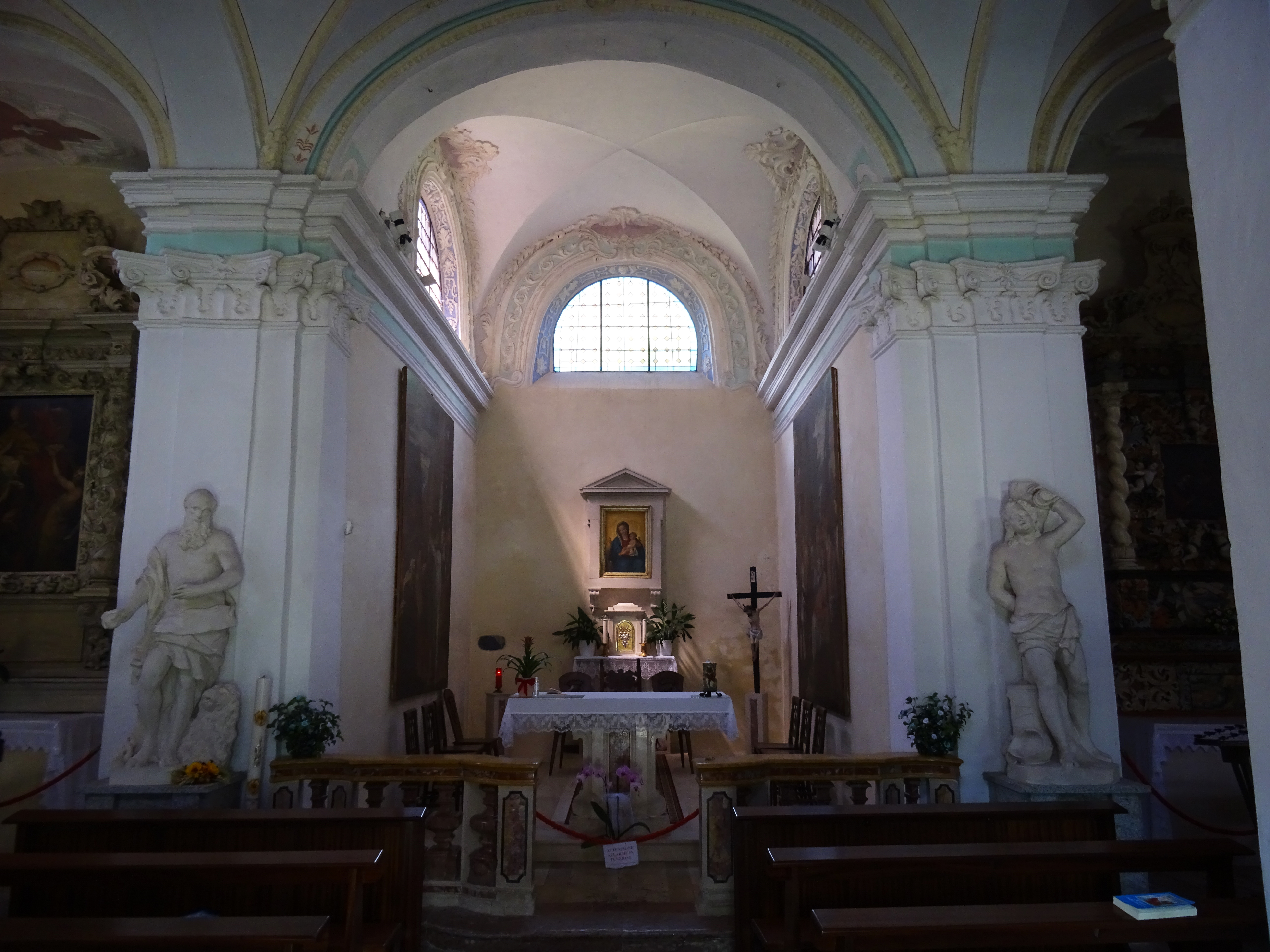
Interno

L'epoca di fondazione di questa chiesa è incerta: una prima cappella venne forse eretta nel Cinquecento, presumibilmente per volontà dei conti Lodron, ma la prima citazione documentale è soltanto del 1694. La chiesa venne ricostruita in forme barocche tra la fine del Seicento e l'inizio del Settecento; secondo alcune fonti fu in occasione del matrimonio tra Sebastiano Francesco Lodron e Anna Margherita Kuhen-Belasi (fine Seicento), mentre secondo altre fu per iniziativa di Girolamo Giuseppe Lodron, allora curato di Lodrone, nel 1725. Danneggiata da un'alluvione nel 1969, venne restaurata nel 1974 (contemporaneamente venne realizzato l'adeguamento liturgico) e poi ancora nel 1983.
La chiesa venne annoverata tra i santuari mariani del Trentino nel 1928, durante una visita pastorale di Celestino Endrici; vi si venera infatti un quadro raffigurante la Madonna dell'Aiuto, probabilmente risalente al Cinquecento; la tela venne vandalizzata e poi riparata nel 1866 (la parte centrale venne tagliata e rubata, per poi essere rinvenuta in Val Vestino). Già anticamente la Madonna era festeggiata l'8 settembre (ricorrenza della Natività di Maria), data in cui si teneva anche un grande mercato a Ponte Caffaro, oltreconfine; nel 1930 l'allora parroco don Valentino Morelli spostò la celebrazione al 12 settembre (festa del Nome di Maria) proprio per staccarla dal mercato.

## Descrizione
Il santuario sorge all'estremità meridionale del paese di Lodrone, a poca distanza dal fiume Caffaro, che segna il confine con la provincia di Brescia; nei pressi si trovano anche il Palazzo Caffaro e l'ex chiesa di Santa Croce. L'edificio, orientato verso nord-ovest, si affaccia sulla strada statale 237 e, con il suo sagrato, si trova alcuni gradini al di sotto del piano stradale.

### Esterno

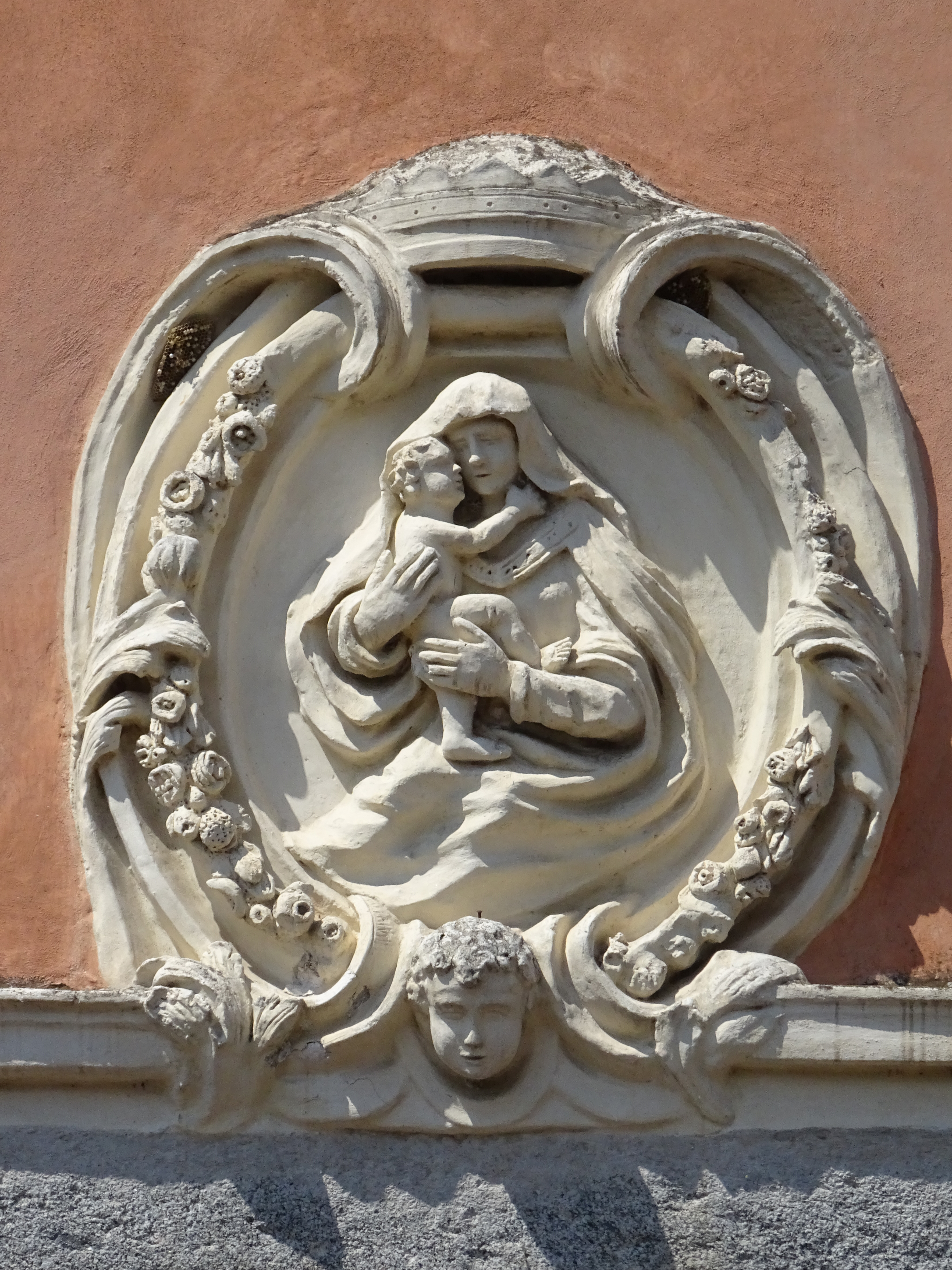
Bassorilievo con l'Ausiliatrice sopra al portale d'ingresso

L'edificio, più largo che alto, si presenta con facciata a capanna suddivisa in tre parti uguali da arcate a pieno centro (richiamo alle tre navate interne): la sezione centrale ospita il portale d'accesso, affiancato da due finestrelle rettangolari sdraiate e coronato da un bassorilievo in stucco raffigurante la Madonna dell'Aiuto, ed è aperta in alto da una finestra a lunetta; quelle laterali hanno ciascuna una finestrella rettangolare in basso, e una a lunetta in alto.
Dalla fiancata destra emerge la sagrestia, allineata alla facciata, e sul bordo del tetto svetta un doppio campanile a vela, disposto lateralmente; è presente un'unica finestra lunettata in corrispondenza della seconda campata dell'interno, mentre sulla fiancata sinistra le finestre sono tre: una a lunetta e due rettangolari; altre due finestre a lunetta si aprono sul presbiterio.

### Interno
L'interno è composto da tre brevi navate voltate a crociera, ciascuna suddivisa in due campate da archi a sesto ribassato poggianti su pilastri cruciformi con capitelli compositi. La navata centrale termina con il presbiterio, rialzato di un gradino e delimitato da una balaustra settecentesca: vi si trova l'altare maggiore moderno e, in una cornice affissa alla parete di fondo, il quadro votivo cinquecentesco raffigurante la Madonna dell'Aiuto. Le navate laterali si concludono invece con cappelle simmetriche assai poco profonde: ospitano due altari barocchi, coevi alla ricostruzione settecentesca della chiesa e attribuiti ai "Boscaì" di Levrange, restaurati nel 2008.
La chiesa conserva alcune opere provenienti dall'ex chiesa di Santa Croce: due tele di Nicolò Dorigatti con scene del ritrovamento della Vera Croce, appese alle pareti laterali, e due statue poste ai lati del presbiterio, raffiguranti i santi Girolamo e Sebastiano, opera di Sebastiano e Cristoforo Benedetti di Castione.